# أشرف بريق
أشرف بريق، (بالعبرية: אשרף בריק)، (مواليد قرية أبو سنان عام 1973). من عرب الـ48، هو عالم وباحث في موضوع الكيمياء البيو -عضويّة والطبيّة ومحاضر في كلية الكيمياء في التخنيون.

## مساره الأكاديمي
أنهى أشرف بريق شهادة الباكلوريوس في جامعة بن-جوريون في النقب. أتم شهادة الماجستير في التخنيون ثم أكمل شهادة الدكتوراة هناك بالاشتراك مع معهد SCRIPPS في سان دييغو- كاليفورنيا. هناك كذلك أكمل شهادة ما بعد الدكتوراة.
عُيّن عام 2007 محاضر أول في جامعة بن جوريون ثم مُنِح درجة أستاذ مساعد وفي عام 2012 عُيّن أستاذ كرسي في الجامعة. انضم بروفيسور بريق لكلية الكيمياء في التخنيون عام 2015.

## جوائز
في جعبة بروفيسور بريق الكثير من الجوائز والمنح، منها: جائزة «تتراهدرون» للباحثين اليافعين في مجال الكيمياء البيو-عضوية والطبية لعام 2013، جائزة صندوق «فولفسون»، صندوق إسرائيل للعلوم، صندوق «أدموند -سفرا»، منحة عالمية على اسم ماري كوري ومنحة HFSP- برنامج لتطوير علوم الإنسان.

## إصداراته العلمية
- Roman Meledin and Ashraf Brik, Mirroring Life’s Building Blocks. Cell Chemical Biology, 2019, 26, 5, 645 - 651.
- Ashraf Brik, Ehud Keinan, Chemical Biology: Powerful Synergy Between Two Cultures, Israel Journal of Chemistry, 2019, 59, 3-6.
- Muhammad Jbara, Suman Maity, Ashraf Brik*, Examining Several Strategies for the Chemical Synthesis of Phosphorylated Histone H3 Reveals the Effectiveness of the Convergent Approach, European Journal of Organic Chemistry, 2019, DOI: 10.1002/ejoc.201900257 (selected as a very important paper)

للمزيد من الإصدارات العلمية يمكن مراجعة موقعه الشخصيّ